# Kaï (artiste)
Pour les articles homonymes, voir Kaï.
Kaï (également connu sous le nom de Kaï Aspire ) est un artiste américain, connu pour son utilisation du ciment et du personnage emblématique de Imaginary Friend (IF). Kaï, étudie l'art en Europe et devient artiste de rue à l'âge de 16 ans. Son travail est exposé à Paris, Aspen, Miami et Los Angeles, et intègre des thèmes et des valeurs universels. Il s'est associé avec des athlètes professionnels et des artistes musicaux sur des collections personnalisées et des expositions de groupe.

## Biographie

### Enfance et formation
Né à Los Angeles d'un père franco-tunisien et d'une mère américano-mexicaine, Kai Guetta porte le pseudonyme de Kaï. Après le lycée, il étudie à l'École des Beaux-Arts de Paris, où il apprend les disciplines et techniques artistiques. Kaï est largement connu pour son art urbain, que l'on retrouve dans sa ville natale de Los Angeles, aux États-Unis et même à l'étranger. Il crée également des peintures, des sculptures et des objets de collection en édition limitée.

### Carrière
La première pièce de Kaï à attirer l'attention du public est une peinture murale d'art urbain d'un paquet de cigarettes Marlboro avec le terme «Morons» remplaçant le nom de la marque. Au cours de son adolescence, il continue d'ajouter des graffitis à West Hollywood, généralement avec un message anti-consumérisme.
En 2012, il tient sa première exposition personnelle à la Guetta Gallery de Los Angeles intitulée Now Royalty, qui consiste en des peintures représentant des artistes hip-hop dans des tenues et des motifs royaux médiévaux. Avant la création des vingt-sept tableaux, il s'est formé en Italie et aux Pays-Bas afin d'étudier le travail des maîtres flamands. En tout, la collection a mis quatre ans à être créer. En 2013, Kaï lance son exposition personnelle Lost Values à la Lab Art Gallery de Los Angeles, dans laquelle il usurpe l'imagerie commerciale. En 2014, Kaï emmène ses deux expositions à Miami, afin de les exposer au Lulu Laboratorium. Des pièces de la collection sont vendues à des personnalités publiques de l'industrie du hip-hop, notamment Lil Wayne et P. Diddy
En 2013, Kaï organise une exposition personnelle dans la station Louvre-Rivoli du métro parisien. L'exposition présente des sculptures de paquets de cigarettes avec des slogans ironiques similaires aux pièces qu'il a créées pour la première fois à Los Angeles, et des peintures à l'huile de style baroque d'icônes du hip hop de sa collection Now Royalty,. L'exposition est mise en place avant l'ouverture de la station car elle n'est pas officiellement autorisée par la ville. Chaque pièce est disposée comme si elle se trouve dans une véritable galerie, avec des socles pour les sculptures et des cadres sécurisés pour les peintures. Certaines des pièces parodient spécifiquement le travail du musée du Louvre.
En 2015, Kaï commence à s'associer avec l'artiste musical Chris Brown, sous le pseudonyme de Konfused, pour produire des œuvres de street art sous le label Konfuzed x Kai collection, comme les deux Porsche peintes à la bombe pour la Fine Art Auction Miami's Urban Art Week, en plus de plusieurs autres pièces. Ces pièces sont vendues aux enchères pendant la semaine. Sept pièces sont créées par les deux artistes sur une période de trois jours. Il s'est également associé au joueur de la NFL Jarvis Landry pour des œuvres d'art à Wynwood, Miami.
À l'Art Basel Miami 2016, Kaï expose la pièce d'installation Modern Relic, et plus tard cette année-là, il expose des plaques de ciment dans la ville du Touquet-Paris-Plage, en France. En août 2017, Kaï pose huit pièces en ciment-relief sur l'extérieur de sept bâtiments à Aspen, dans le Colorado, ce qui amène la ville à envisager de le poursuivre au tribunal pour intrusion et destruction de biens après que ses méthodes aient été considérées comme potentiellement dommageables pour la valeur patrimoniale des sites.
En plus du travail de galerie, Kaï produit du street art dans plusieurs villes américaines, dont Los Angeles et New York.
En septembre 2017, Kaï publie une sérigraphie en édition limitée de Love vs Money, l'un de ses messages utilisant le personnage IF (Imaginary Friend). Ce tirage en édition limitée s’est épuisé en 14 minutes. Le même mois, Kaï peint la façade du magasin Rag &amp; Bone à New York Houston Street.
Juin 2018, Kaï collabore avec Kev Adams, acteur français, à la conception du magasin Kev Adam Popup.

## Hommage
La commune du Touquet-Paris-Plage, qui a accueilli les œuvres de Kaï, lui rend hommage en apposant une plaque, avec la signature et les empreintes des mains de l'artiste, sur le sol du jardin des Arts.